# Nisea

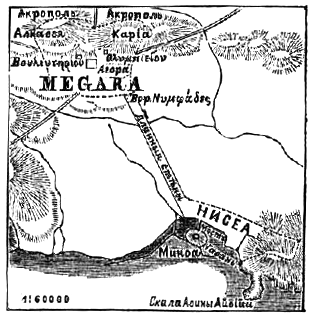
Mapa de Megara. Edición Rusa de Reallexikon des classischen Alterthums

Nisea (en griego, Νίσαια o Νισαία) era un antiguo puerto griego de Megáride ubicado en el golfo Sarónico.
Se consideraba que su fundador epónimo era Niso, hijo de Pandión. Se contaba que los cretenses sitiaron Nisea, donde se había refugiado Niso y que la hija de este, Escila, se enamoró de Minos, traicionó a su padre, le cortó los cabellos y permitió que Minos tomara Nisea y Mégara. Sin embargo luego Minos no quiso tomarla por mujer y ordenó a sus soldados que la tirasen al mar. La resaca arrojó a Escila muerta a un cabo que desde entonces llevaba el nombre de Escileo.
Tucídides cita Nisea repetidamente en el marco de la guerra del Peloponeso. Menciona que los atenienses habían ocupado Nisea y habían edificado años antes del inicio de la guerra, hacia el 461 a. C. unas murallas largas que medían ocho estadios que la unían con Megara. Más tarde, tras la firma de un tratado de paz con los lacedemonios y sus aliados en 445 a. C. los atenienses devolvieron Nisea, junto con Pegas, Trecén y Acaya. Fue tomada de nuevo por los atenienses, que destruyeron parte de los muros que la unían con Mégara, en el año 424 a. C. Hacia el año 343 a. C. fue fortificada nuevamente por Foción.
Estrabón la sitúa en el cabo Minoa, dice que era el puerto de Mégara, ciudad a la que seguía entando unida por unos muros paralelos, y que la distancia hasta ella era de dieciocho estadios. La distancia a Pegas, que se encontraba en el otro extremo del istmo, era de 120 estadios.
Los habitantes de Mégara, que tenían rivalidad con los de Atenas con respecto a la isla de Salamina, hacían una parodia de varios versos de la Ilíada de Homero, en la que decían que los referidos al contingente de Salamina debían decir:

Áyax trajo naves de Salamina y de Policne

de Egirusa, de Nisea y de Trípodes.

Pausanias señala que en el camino a Nisea se encontraba el santuario de Deméter Malófora con el techo hundido. Había también una acrópolis. Además, a la orilla del mar estaba la supuesta tumba de Lélex, un hijo de Poseidón y cerca estaba la isla de Minoa.
Se ha sugerido que este puerto se encontraba en la bahía de Hagios Nicolas, cerca de la localidad de Paji.